# Трей Каннінгем
Трей Каннінгем (26 серпня 1998 , Вінфілд ) — американський легкоатлет, який спеціалізується у бар'єрному бігу, призер чемпіонату світу.

## Особисте життя
У 2024 році публічно повідомив, що є геєм. Зізнався у цьому родині та друзям раніше, у 20 років.

## Основні міжнародні виступи
| Рік             | Змагання                     | Місце проведення | Місце           | Дисципліна             | Результат       | Примітки        |
| Представник США | Представник США              | Представник США  | Представник США | Представник США        | Представник США | Представник США |
| --------------- | ---------------------------- | ---------------- | --------------- | ---------------------- | --------------- | --------------- |
| 2021            | Олімпійські випробування США | Юджин, США       | 4               | 110 метрів з бар'єрами | 13.21           |                 |
| 2022            | Чемпіонат світу              | Юджин, США       | 2               | 110 метрів з бар'єрами | 13.08           |                 |